# ديف ماجلي
ديف ماجلي (بالإنجليزية: Dave Magley)‏ مواليد 24 نوفمبر 1959 في ساوث بند، هو مدرب كرة سلة أمريكي ولاعب سابق. بدأ مسيرته الاحترافية في سنة 1982. تم اختياره من قبل فريق كليفلاند كافالييرز خلال الدرافت. يبلغ طوله 6 قدم 8 بوصة (2.0 م). اعتزل اللعب في 1986.

## روابط خارجية
- ديف ماجلي على موقع إن بي أي (الإنجليزية)
- ديف ماجلي على موقع سبورتس رفرنس (الإنجليزية)
- ديف ماجلي على موقع كرة السلة الأوروبية.كوم (الإنجليزية)
- ديف ماجلي على موقع كلية كرة السلة في سبورتس رفرنس.كوم (الإنجليزية)
- ديف ماجلي على موقع ريلجم (الإنجليزية)
- ديف ماجلي على موقع بروبوليرز (الإنجليزية)